# Västervik
Västervik ist eine Stadt in der schwedischen Provinz Kalmar län und der historischen Provinz Småland. Sie trägt den Beinamen „Perle der Ostküste“ (schwedisch „Ostkustens pärla“).
Die Stadt ist vor allem im Sommer ein beliebtes Reiseziel für Touristen. Der größte Arbeitgeber in Västervik ist die gleichnamige Gemeinde, deren Hauptort Västervik ist. Weiterhin sind die Maschinenbau- und Farbindustrie von Bedeutung und die Zeitung Västerviks Tidningen hat hier ihren Sitz. Die Mannschaft des ansässigen Speedwayvereins fährt in der obersten schwedischen Klasse.

## Sehenswürdigkeiten
Västervik ist bekannt für seine niedrigen Fischerhäuser, beim Betreten derer einige Besucher den Kopf einziehen müssen.
Der Ort ist Startpunkt für eine schmalspurige Museumseisenbahn nach Hultsfred. Die 70 km lange Fahrt führt über Ankarsrum durch eine seenreiche Landschaft.
Der 1997 errichtete Aussichtsturm, Unos Torn, wurde mit Hilfe einer Spende eines Zahnarztes aus dem nahegelegenen Gamleby gebaut. Der 18 Meter hohe Turm erlaubt einen weiten Blick über Västervik und die angrenzende Schärenlandschaft.
In der Schlossruine von Stegeholm wird jedes Jahr ein Liederfestival durchgeführt.
In der Nähe von Västervik befindet sich die Stromrichterstation der HGÜ-Gotland, der ältesten kommerziellen HGÜ-Anlage überhaupt.
Der Fårhultsmasten, ein abgespannter Sendemast für UKW und TV in der Nähe von Västervik, ist das vierthöchste Bauwerk Schwedens.
Eine Besonderheit der schwedischen Bestattungskultur bildet das Personalgrabmal der Norsholm-Västervik-Hultsfreds Järnvägar.

### Kajaksport
Västervik gilt als ein traditionsreicher Ort des schwedischen Kanusports. Seit den 1920er-Jahren werden dort in der Werft von Vituddens Kanotvarv (VKV) Kajaks gebaut. Das Unternehmen wurde von Anker Ankervik gegründet,  der sich der Fertigung langlebiger, seegängiger Langstreckenkajaks widmete. Einige Modelle basieren auf historischen Konstruktionen des schwedischen Kanupioniers Sven Thorell, etwa dem Modell »Åland« von 1919. Die von der ICF auf maximal 520 cm beschränkte Länge heutiger Rennboote geht unter anderem auf die Länge der Schmalspurbahn nach Hultsfred zurück, da die Kajaks so leichter im Zug transportiert werden konnten. Västervik und seine vorgelagerte Schärenlandschaft gelten bis heute als beliebtes Revier für Kajaktouren.

## Verkehr
Der Flugplatz Västervik befindet sich sieben Kilometer nordwestlich von der Gemeinde. Der nächste Flughafen mit Linienverkehr ist Linköping, 85 km entfernt.

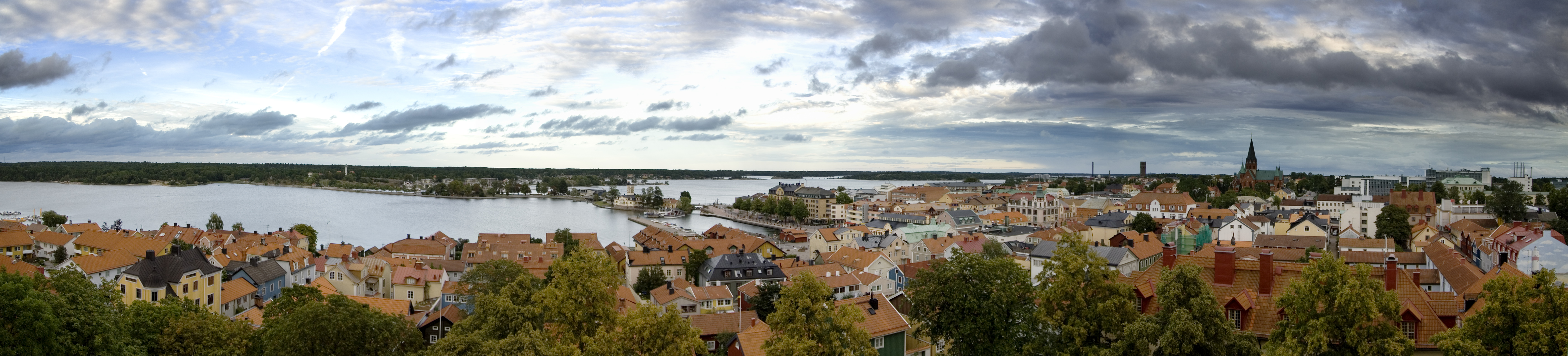
Blick von der St. Gertruds Kyrka
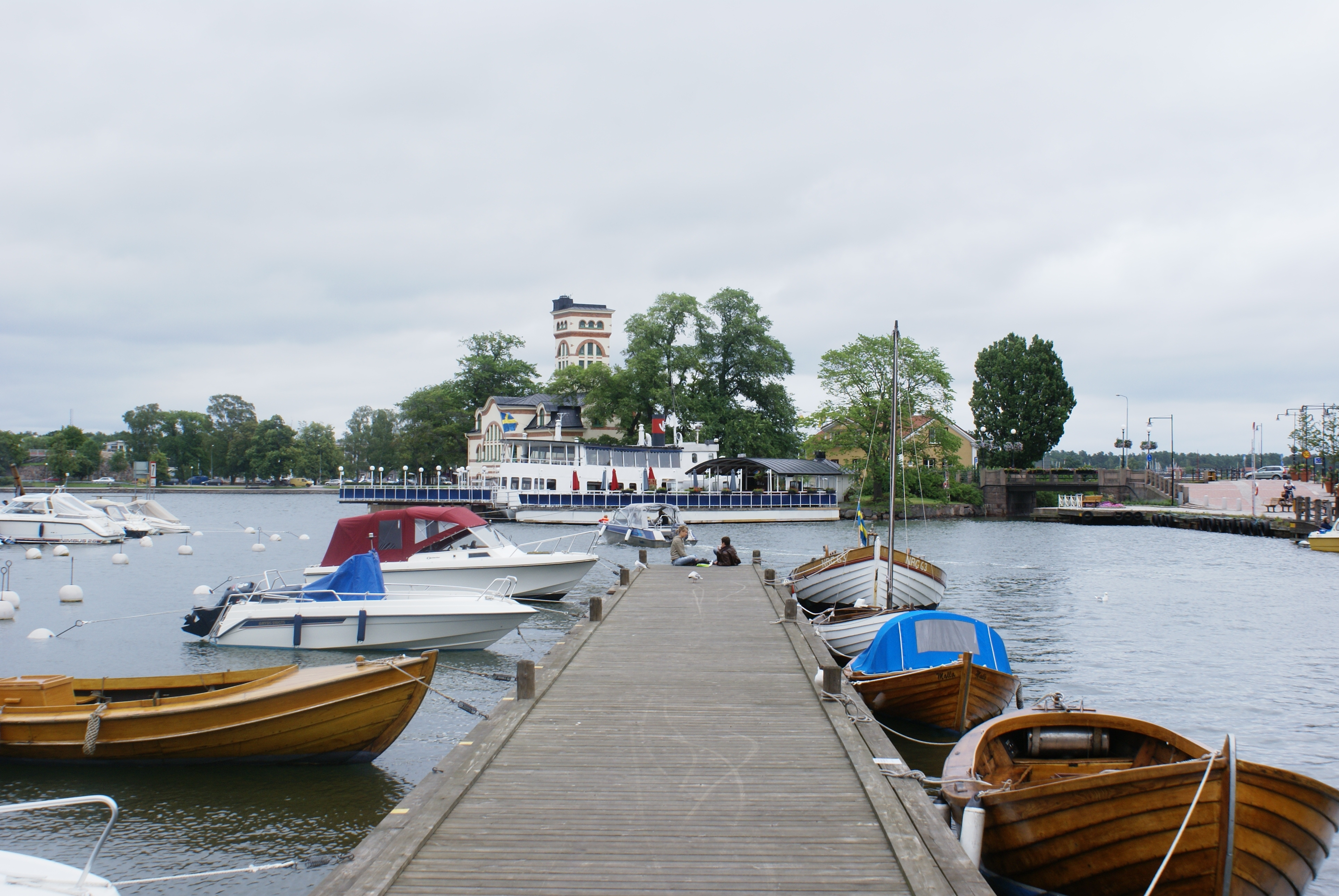
Hafen in Västervik mit Blick zum alten Badehaus
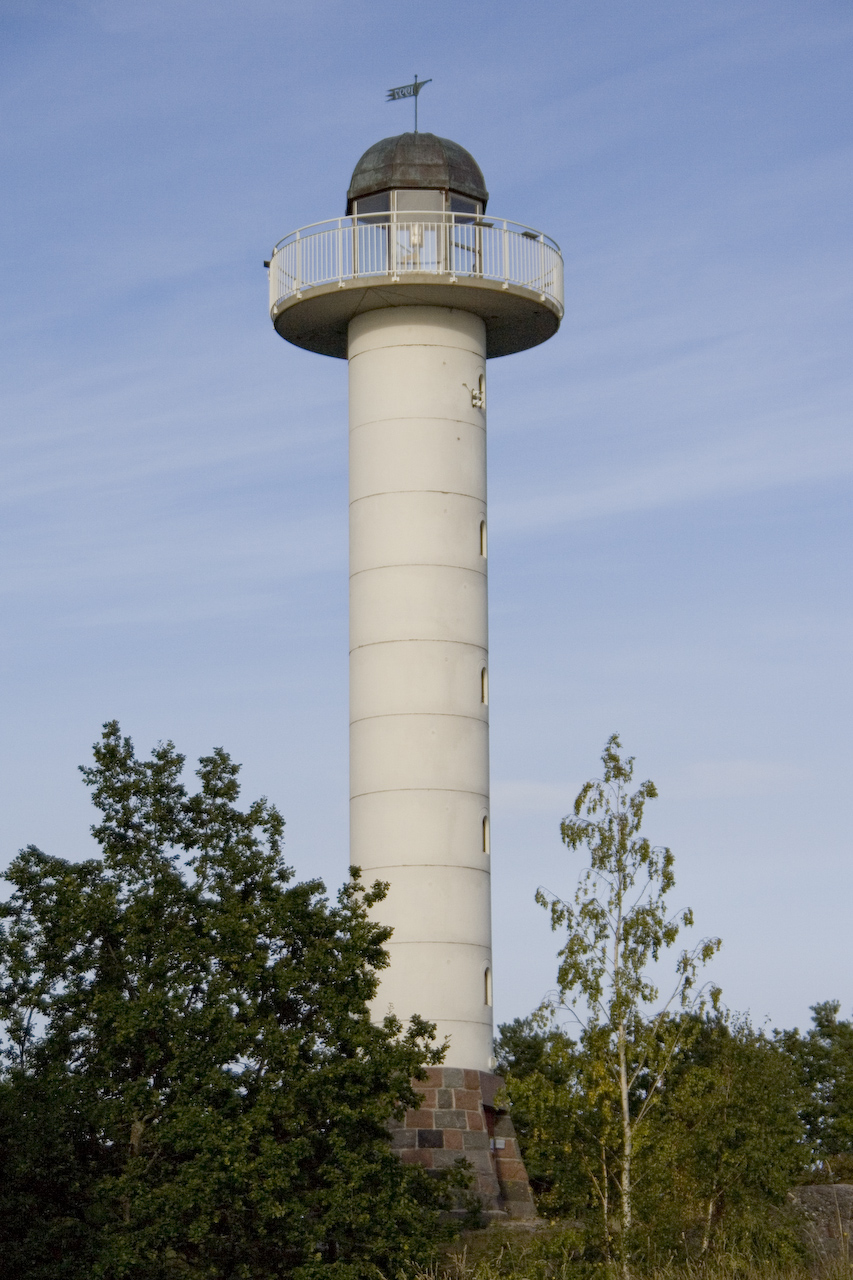
Unos Torn (18 m)
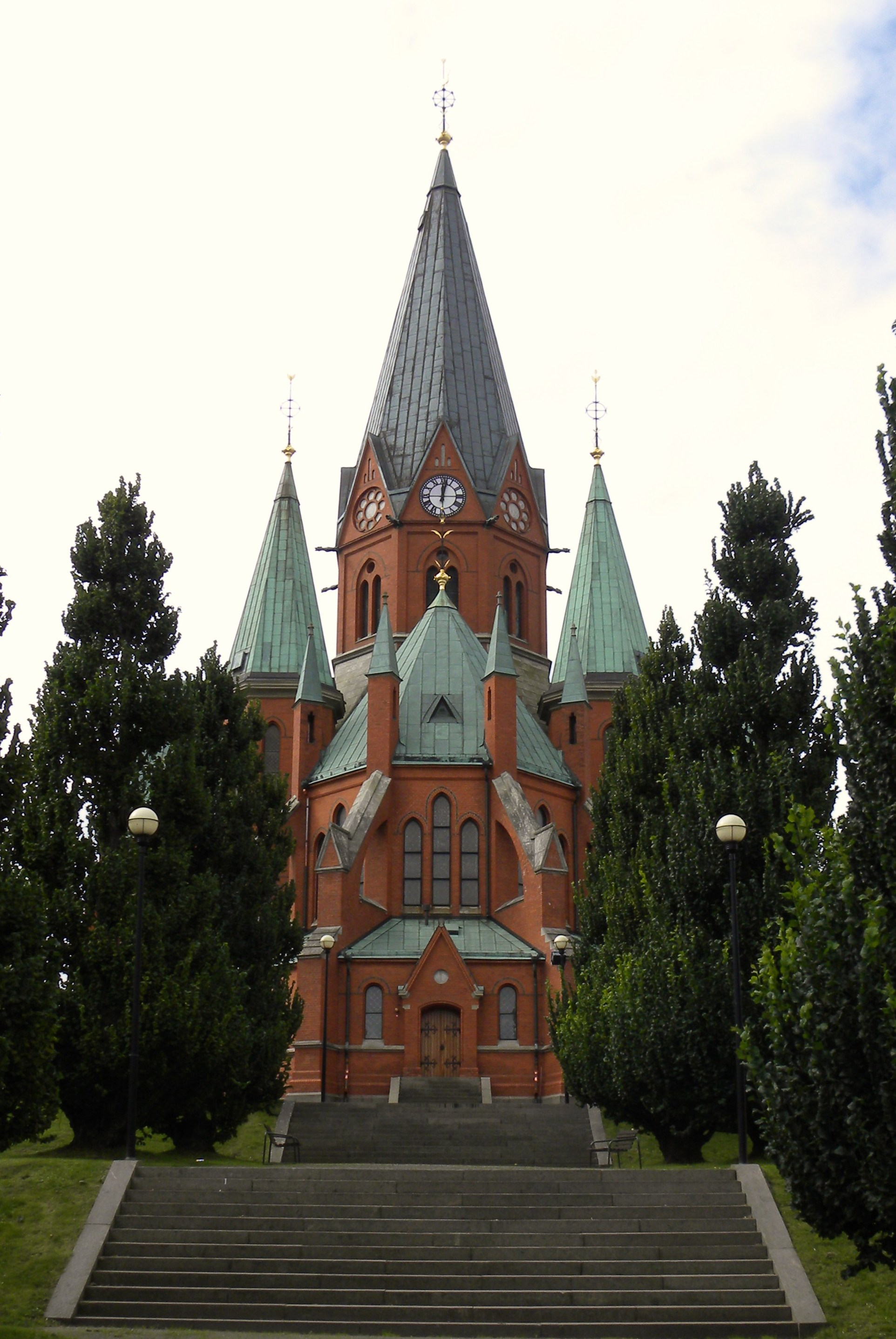
Sankt Petri kyrka von 1905
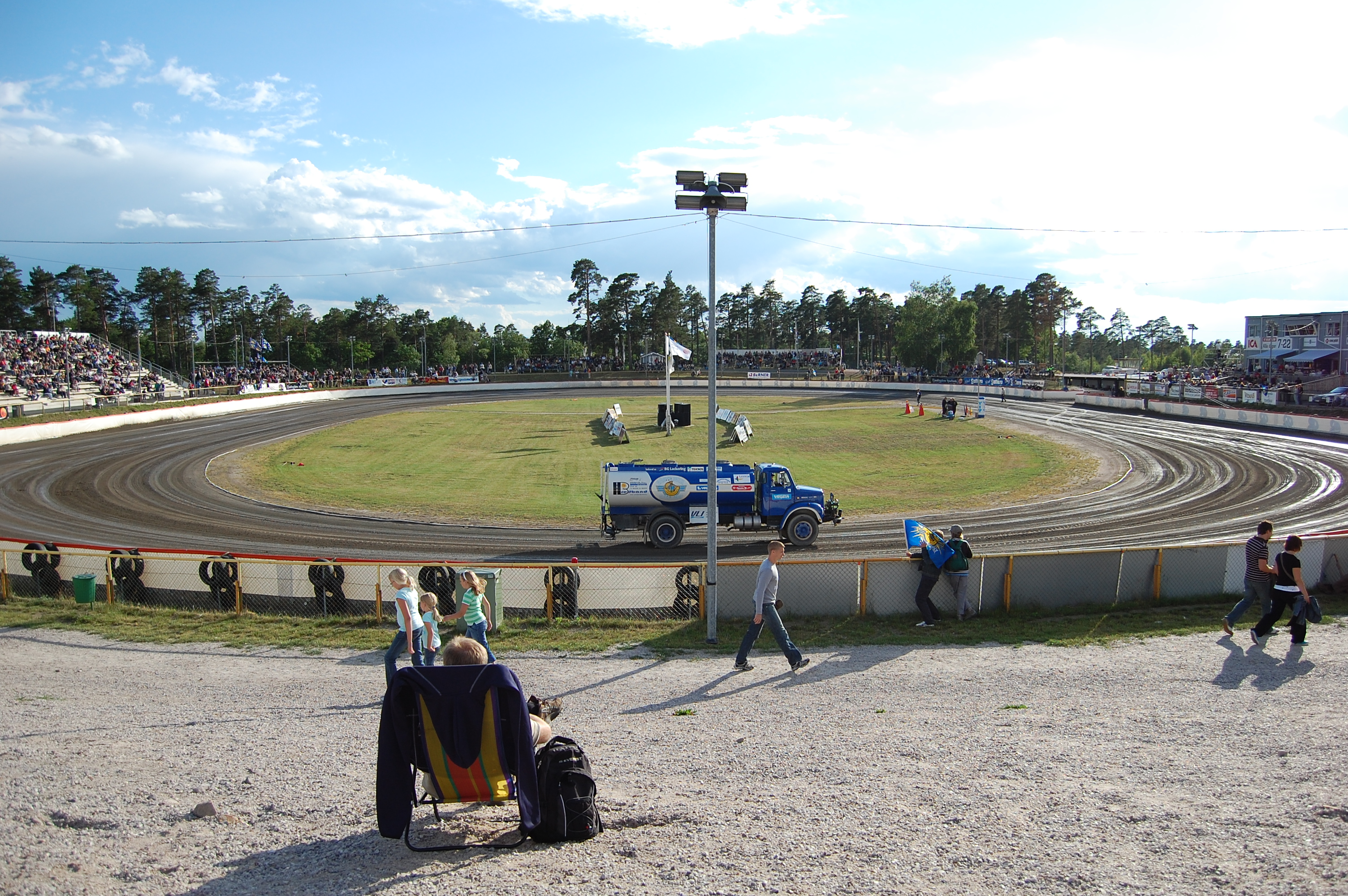
Ljungheden, Speedway Arena

## Bekannte Personen aus Västervik

### Söhne und Töchter der Stadt
- Åke Wallenquist (1904–1994), Astronom
- Ulf Grenander (1923–2016), Mathematiker
- Lennart Jonsson (1933–2023), Leichtathlet
- Carl-Åke Ljung (1934–2023), Kanute
- Jens Nilsson (1948–2018), Politiker
- Stefan Edberg (* 1966), Tennisspieler
- Niklas Eriksson (* 1969), Eishockeyspieler
- Ola Källenius (* 1969), Manager
- Carl Rosenblad (* 1969), Autorennfahrer
- Emil Forselius (1974–2010), Schauspieler
- Farah Abadi (* 1988), Hörfunk- und Fernsehmoderatorin
- Bahrudin Atajić (* 1993), bosnisch-herzegowinischer Fußballspieler
- Vigiland, schwedisches Musikproduzenten und DJ-Duo

### Persönlichkeiten mit Bezug zur Stadt
- Björn Ulvaeus (* 1945), ABBA-Mitglied